# Gare de Patay
 (février 2023).
Si vous disposez d'ouvrages ou d'articles de référence ou si vous connaissez des sites web de qualité traitant du thème abordé ici, merci de compléter l'article en donnant les références utiles à sa vérifiabilité et en les liant à la section « Notes et références ».
La gare de Patay est une gare ferroviaire de croisement des lignes de Courtalain - Saint-Pellerin à Patay et de Chartres à Orléans. Elle est située sur le territoire de la commune de Patay, dans le département du Loiret, en région Centre-Val de Loire.

## Situation ferroviaire
Établie à 122 mètres d'altitude, la gare de Patay est située au point kilométrique (PK) 47,6xx de la ligne de Courtalain - Saint-Pellerin à Patay et au point kilométrique (PK) 51,771 de la ligne de Chartres à Orléans, entre les gares ouvertes de Gommiers et de Coinces.

Voies
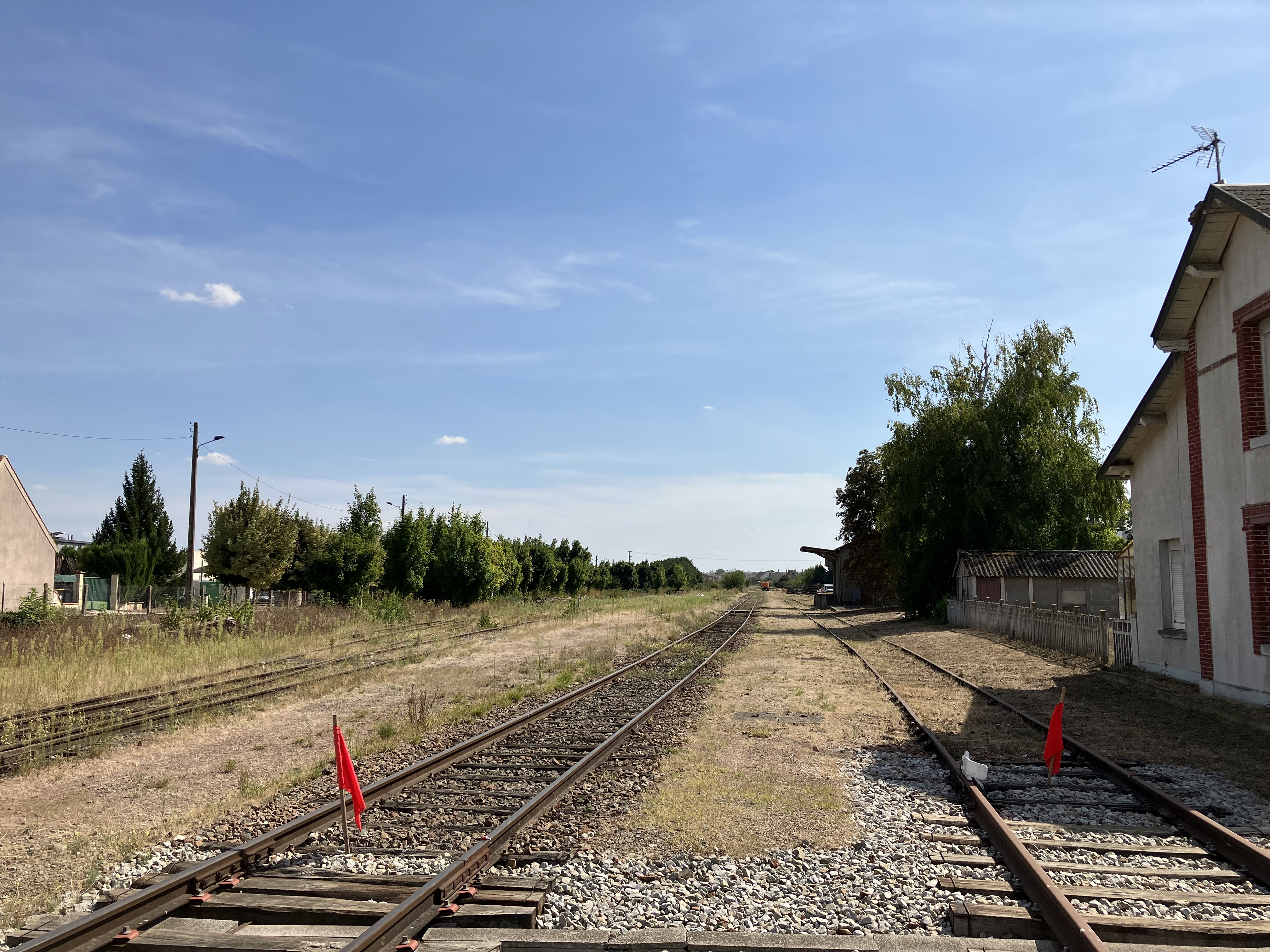
Faisceau de la gare. À gauche, les voies de service.
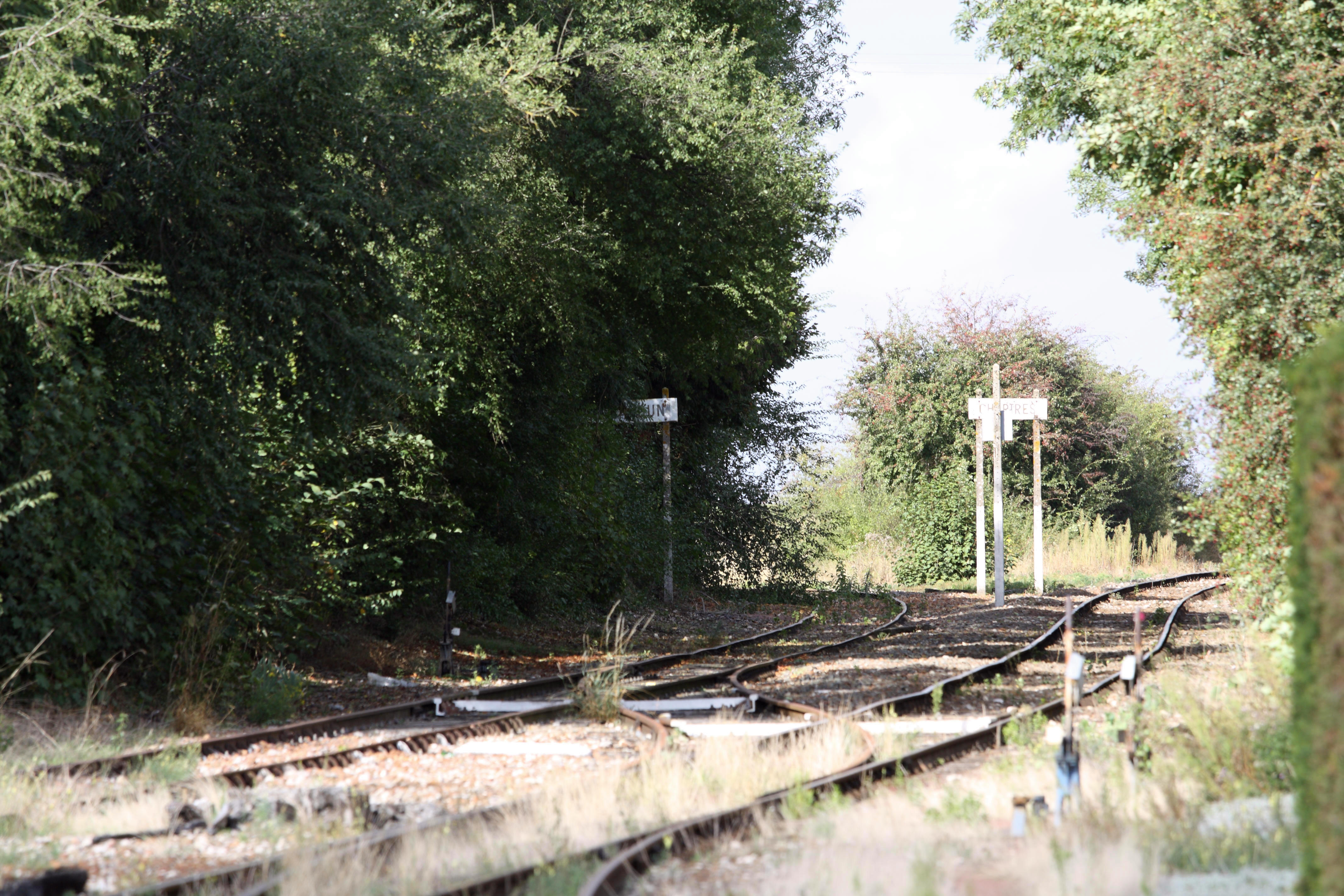
Aiguilles vers les gares de Châteaudun (à gauche) et Chartres (à droite).
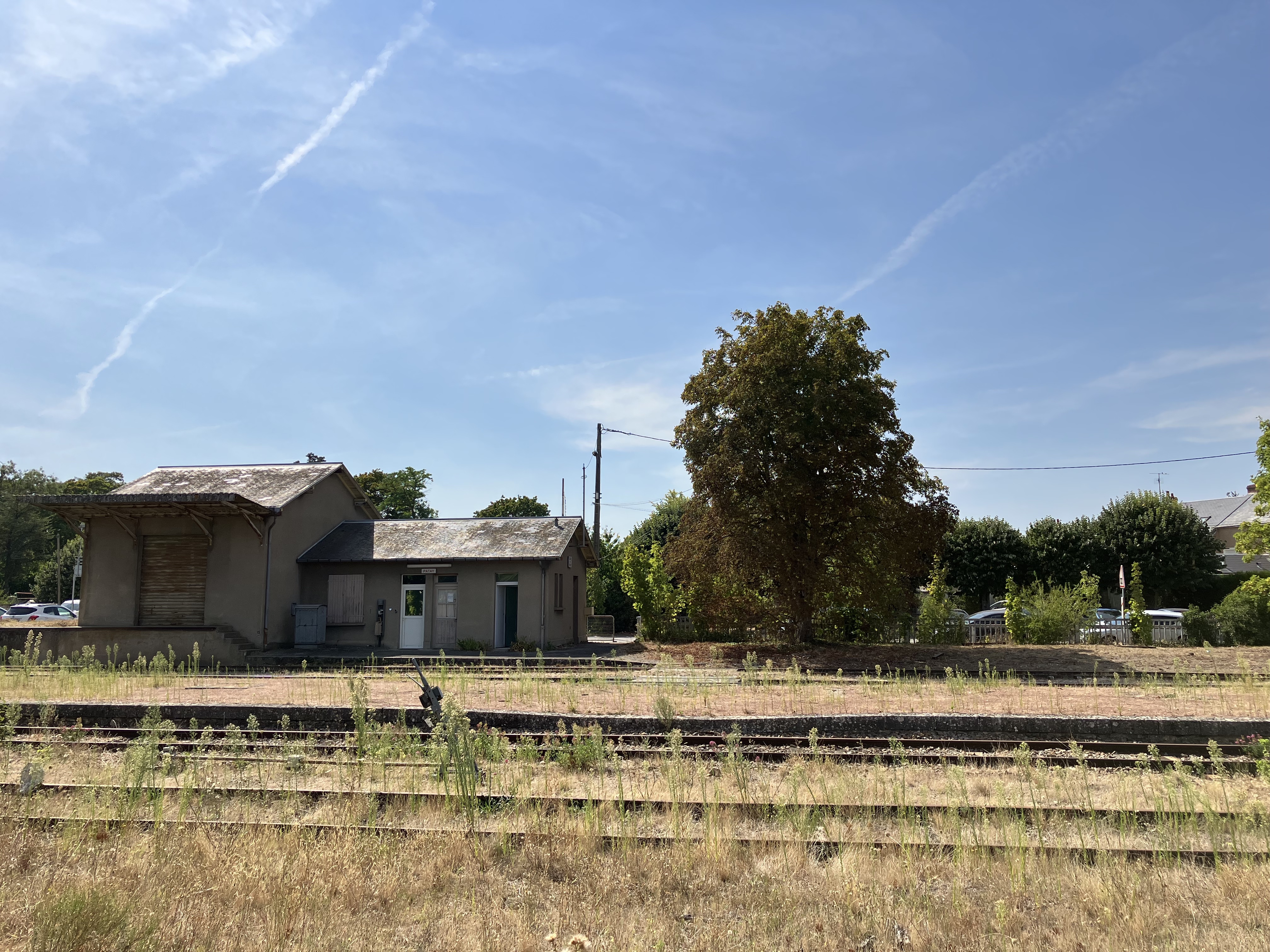
Voies.

## Histoire
La gare de Patay est mise en service en 1872, par la Compagnie du chemin de fer d'Orléans à Rouen, lorsqu'elle ouvre à l'exploitation la section de Châteaudun à Patay. Elle est fermée au trafic voyageur le 16 février 1942.
Pendant la Seconde Guerre mondiale, le 15 août 1944, un train de munitions saute dans la gare qui est soufflée. 

## Service des voyageurs
La gare est fermée au service voyageurs.

## Service des marchandises
La gare est ouverte au service fret.